# Fritz Lagerheim
Fritz Theodor Julius Lagerheim, även känd som "Cykelbaronen", född 13 april 1887 i Nyköping, död 4 januari 1965 i Stockholm, var en svensk friherre, militär och idrottsledare. 
Lagerheim, som var son till friherre Rudolf Lagerheim och Amy Thorssell, avlade mogenhetsexamen 1907 och officersexamen 1909, blev underlöjtnant vid Svea livgarde 1910, löjtnant 1912 och kapten 1924. Han var lärare vid Infanteriets underofficersskola 1917 och 1918.
Lagerheim var ordförande i SK Iter 1925–1927 och i Svenska Velocipedförbundet 1927–1934 samt ledamot av Riksidrottsförbundets överstyrelse 1930–1933. Lagerheim, som var en av Sveriges mest kända långfärdscyklister, blev genom sin personliga kontakt med ledare och cyklister landet runt mycket populär. Han medverkade sedan 1929 i Idrottsbladet.